# Boleslao II de Bohemia
Boleslao II el Piadoso (en checo: Boleslav II. Pobožný; c.920-7 de febrero de 999) hijo de Boleslao I de Bohemia y miembro de la dinastía Přemyslid. Llegó a ser duque (o príncipe) de Bohemia en 972.
Boleslao mantuvo buenas relaciones con los reyes alemanes, y en 975 apoyó a Otón II su guerra civil contra Enrique II de Baviera. En 977 Boleslao atacó Baviera otra vez, pero esta vez, Otón II le previno que se anexionase esas tierras.
El reinado de Boleslao es recordado por la fundación de la Diócesis de Praga en 973 que fue colocado bajo la jurisdicción del Arzobispo de Maguncia. En 982 Vojtech (también conocido como San Adalberto de Praga) fue elegido para este empleo hasta que abandonó su primacía para dirigir una misión a los Prusianos antiguos en 994. Las guerras entre Polonia y Bohemia continuaban durante este período, y conquistó Silesia alrededor del año 990.
El 28 de septiembre de 995, Boleslao y sus aliados Vršovci tomaron Libice en el sur de Bohemia y masacraron a la dinastía Slavník. Esta familia había sido el rival principal de los Přemyslides en su lucha por el poder en Bohemia. El triunfo brutal de Boleslao aseguró la unidad de Bohemia bajo un solo monarca.

## Matrimonios y Descendencia
La primera esposa de Boleslao fue tal vez Adiva o Elgiva, una hija de Eduardo el Viejo, rey de Inglaterra, que se casó con “un príncipe cerca de los Alpes”.
Su segunda esposa fue Emma de Mělník. Sus hijos fueron:
- Boleslao III, su hijo mayor y sucesor
- Wenceslao, murió cuando era un bebé
- Jaromir, más tarde se convirtió en duque de Bohemia
- Oldrich, también se convirtió en duque de Bohemia